# Lasha Bekauri
Lasha Bekauri, né le 26 juillet 2000, est un judoka géorgien en activité évoluant dans la catégorie des moins de 90 kg (poids moyens).
En 2021 et 2024, il remporte les Jeux olympiques de Tokyo et de Paris dans la catégorie des moins de 90 kg, poids moyens.

## Carrière
En 2021, Lasha Bekauri devient nouveau champion olympique des -90 kg aux Jeux de Tokyo après avoir battu l'Allemand Eduard Trippel en finale, sur waza-ari. Juste en avril, il avait décroché l'or aux Championnats d'Europe.

## Palmarès

### Compétitions internationales
| Année | Compétition                                        | Lieu          | Résultat | Catégorie         |
| ----- | -------------------------------------------------- | ------------- | -------- | ----------------- |
| 2019  | Universiade                                        | Naples        | 2e       | Moins de 90 kg    |
| 2021  | Championnats d'Europe                              | Lisbonne      | 1er      | Moins de 90 kg    |
| 2021  | Jeux olympiques 2020                               | Tokyo         | 1er      | Moins de 90 kg    |
| 2022  | Championnats du monde                              | Tachkent      | 3e       | Moins de 90 kg    |
| 2023  | Championnats du monde                              | Doha          | 2e       | Moins de 90 kg    |
| 2023  | Jeux européens (Championnats d'Europe par équipes) | Krynica-Zdrój | 1er      | Par équipes mixte |
| 2023  | Championnats d'Europe                              | Montpellier   | 2e       | Moins de 90 kg    |
| 2024  | Championnats d'Europe                              | Zagreb        | 3e       | Moins de 90 kg    |
| 2024  | Championnats d'Europe                              | Zagreb        | 2e       | Par équipes mixte |
| 2024  | Jeux olympiques                                    | Paris         | 1er      | Moins de 90 kg    |

### Masters mondial, Tournois Grand Chelem et Grand Prix
| Année | Compétition     | Lieu     | Résultat | Catégorie      |
| ----- | --------------- | -------- | -------- | -------------- |
| 2019  | Masters mondial | Qingdao  | 1er      | Moins de 90 kg |
| 2021  | Masters mondial | Doha     | 3e       | Moins de 90 kg |
| 2021  | Grand Chelem    | Tel Aviv | 1er      | Moins de 90 kg |
| 2022  | Grand Chelem    | Tokyo    | 3e       | Moins de 90 kg |
| 2023  | Grand Chelem    | Tbilissi | 1er      | Moins de 90 kg |
| 2023  | Masters mondial | Budapest | 1er      | Moins de 90 kg |
| 2024  | Grand Chelem    | Tbilissi | 1er      | Moins de 90 kg |

## Polémiques
Le 25 janvier 2025, le journal 20 Minutes révèle que le zoo de Tbilissi a saisi un lionceau "en mauvaise santé" chez Lasha Bekauri, alors que le judoka l’avait filmé dans sa voiture, ce qui avait déclenché une polémique dans le pays.